# Pouzolzia auriculata
Pouzolzia auriculata är en nässelväxtart som beskrevs av Robert Wight. Pouzolzia auriculata ingår i släktet Pouzolzia och familjen nässelväxter. Inga underarter finns listade i Catalogue of Life.